# Барон Абергавенни
Барон Абергавенни (англ. Baron Abergavenny) или Бергавенни (англ. Bergavenny) — английский пэрский титул. Феодальные бароны Бергавенни появились вскоре после нормандского завоевания Англии 1066 года. Центром их владений стал замок Бергавенни в современном графстве Монмутшир (Уэльс), построенный не позднее 1087 года, позже вокруг замка вырос город Абергавенни.
В английский парламент бароны Абергавенни впервые были призваны в 1392 году. В 1450 году титул перешёл в род Невиллов. В 1784 году Джордж Невилл, 15/17-й барон Абергавенни, получил титулы графа Абергавенни и виконта Невилла. В 1876 году Уильям Невилл, 5-й граф Абергавенни и 19/21-й барон Абергавенни получил титулы 1-го маркиза Абергавенни и 1-го графа Льюиса. После смерти в 1938 году Генри Гилберта Ральфа Невилла, 3-го маркиза Абергавенни и 21/23-й барона Абергавенни, не оставившего сыновей, титул барона Абергавенни угас. При этом потомки двух дочерей маркиза согласно принципу долевого титула являются сонаследниками титула.

## История титула

### Феодальные бароны Абергавенни в XI—XIV веках
Первым лордом Абергавенни был Гамелин де Баллон (Баладон) — французский сеньор, родовые владения которого располагались в Мэне. В 1066 году он в составе армии Вильгельма Завоевателя принял участие в завоевании Англии. Позже король Вильгельм II пожаловал Гамелину земли в Верхнем Гвенте в будущей Валлийской марке, включая замок замок Абергавенни, построенный не позднее 1087 года. Возможно, что ещё во время правления Вильгельма завоевателя Гамелин был кастеляном замка.
Гамелин умер после 1101 года, Абергавенни унаследовал его племянник (сын сестры) Брайен Фиц-Каунт, незаконнорожденный сын герцога Алена IV Бретонского. Брайен, который посредством брака унаследовал ещё и замок Уолингфорд, имел большое влияние при дворе короля Генриха I. Во время гражданской войны, начавшейся после смерти Генриха I, Брайен, который был сторонником императрицы Матильды в 1141/1142 году передал свои валлийские владения, включая Абергавенни, другому верному соратнику Матильды — Милю Глостерскому, графу Херефорда.
После гибели в 1143 году Миля Абергавенни последовательно владели его сыновья, не оставившие потомства. Владения были разделены между дочерьми Миля. Абергавенни и Брекон унаследовал Уильям (II) де Браоз, 3-й барон Брамбер, муж Берты Фиц-Миль. Он в 1175 году он пригласил в замок Абергавенни трёх валлийских князей, задумав их умертвить. Его главным противником был князь Сейсилл ап Дивнуал, владелец замка Арнальт в долине реки Аск, который обвинялся в убийстве Генри Фиц-Миля. 25 декабря на рождественском празднике три валлийских князя и их свита были предательски убиты. Это убийство потрясло короля Генриха II, который отобрал у Уильяма валлийские владения, передав их его сыну Уильяму (III) де Браозу, 4-му барону Брамберу.
Уильям (III) был фаворитом короля Иоанна Безземельного, от которого получил ряд владений в Ирландии и Уэльсе. Однако позже он попал в опалу и  1208 году все его владения, включая Абергавенни, были конфискованы. Только в 1215 году его сыновьям удалось вернуть владения назад.
Один из сыновей Уильяма (III), Реджинальд, в 1216 году получил от имени короля Генриха III подтверждение возврата конфискованных у его отца владений и титулов. В 1219 и 1226 году он передал ряд владений (Говер и Брамбер соответственно) своему племяннику Джону, оставив себе Абергавенни. Но его сын Уильям был казнён в 1230 году за любовную связь с женой Лливелина ап Иорверта, оставив только дочерей, между которыми и были разделены его владения.
Абергавенни досталось Еве де Браоз, третьей дочери Уильяма, которая была замужем за Уильямом III де Контело (ум. 1254), единственный сын которого умер в 1273 году бездетным. После этого Абергавенни перешло к Джону Гастингсу, сыну Джоан де Контело, дочери Уильяма и Евы. В 1275 году Джон был вызван в парламент как 1-й барон Гастингс.

### Бароны Абергавенни в конце XIV — XVIII веках
Потомки Джона Гастингса, которые получили ещё и титул графа Пембрука, управляли Абергавенни до 1389 года, когда умер, не оставив наследников, Джон де Гастингс, 3-й граф Пембрук. После этого титул барона Абергавенни угас. Замок Бергавенни в итоге получил Уильям Бошан, один из сыновей графа Уорика, английский военачальник в Столетней войне. 23 июля 1392 года он был призван в английский парламент как 1-й барон Бергавенни. Его сын, Ричард Бошан, в 1421 году получил ещё титул графа Вустера. Однако он умер в 1422 году, оставив только малолетнюю дочь Элизабет Бошан, которая де-юре была баронессой Бергавенни. Она была выдана замуж за Эдуарда Невилла, одного из сыновей графа Уэстморленда.
Эдвард Невилл 5 сентября 1450 года был вызван в английский парламент как барон Абергавенни. Его жена к тому моменту уже умерла, поэтому фактически это была креация нового титула. Но его сын Джордж Невилл фактически объединил обе креации титула.
После смерти в 1587 году Генри Невилла, 4/6-го барона Абергавенни, не оставившего сыновей, на титул претендовала его дочь Мэри Невилл (25 марта 1554 — 28 июня 1626), 3-я баронесса Ле Диспенсер с 1604, однако титул в итоге был передан её ближайшему родственнику по мужской линии Эдварду Невиллу, Мэри же в качестве компенсации была признана баронессой Ле Диспенсер.
Эдвард Невилл, 6/8 барон Абергавенни, подавал прошение королю Якову I о передаче ему титула графа Уэстморленда, но безуспешно.
После смерти в 1695 года Джорджа Невилла, 10/12-го барона Абергавенни, не оставившего прямых наследников, титул был передан его родственнику Джорджу Невиллу, который был правнуком Кристофера Невилла, младшего сына Генри Невилла, 7/9-го барона Абергавенни.
В 1784 году Джордж Невилл, 15/17-й барон Абергавенни, получил титул графа Абергавенни и виконта Невилла, после чего титул барона Абергавенни входил в состав титулатуры последующих графов (а с 1876 — маркизов) Абергавенни.
В 1938 году умер Генри Гилберт Ральф Невилл, 3-й маркиз Абергавенни, 3-й граф Льюис, 7-й граф Абергавенни, 7-й виконт Невилл и 21/23-й барон Абергавенни. Он оставил только двух дочерей, потомки которых согласно принципу долевого титула являются сонаследниками титула барона Абергавенни, в то время как другие титулы перешли к Гаю Темплу Монтегю Ларнаку-Невиллу, племяннику покойного маркиза.

## Бароны Абергавенни

### Феодальные бароны Абергавенни
Баллоны
- 1087 — после 1101: Хамелин де Баллон (Баладон) (ум. 5 марта после 1101), лорд Гвента и Абергавенни[1]

Бретонский дом
- до 1119 — 1141/1142: Брайен Фиц-Каунт (ок. 1090 — после 1142), лорд Уоллингфорд и Абергавенни, племянник предыдущего, незаконнорожденный сын Алена IV Бретонского[3]

Династия Миля Глостерского
- 1141/1142 — 1143: Миль Глостерский (ум. 24 декабря 1143), шериф Глостера, констебль Англии, 1-й граф Херефорд с 1141, барон Абергавенни с 1141/1142[4][5]
- 1143—1155: Роджер Фиц-Миль (ум. 1155), 2-й граф Херефорд, барон Абергавенни и Брекнока и констебль Англии с 1143, сын предыдущего[19][5]
- 1155 — ок. 1160: Уолтер Фиц-Миль (ум. ок. 1160), констебль Англии с 1155, шериф Глострера в 1155—1157, шериф Херефорда в 1155—1159, барон Абергавенни и Брекнока с 1155, брат предыдущего[20][5]
- ок. 1160 — до 1163: Генри Фиц-Миль (ум. ок. 1160/1163), барон Абергавенни и Брекнока и констебль Англии с ок. 1160, брат предыдущего[21][5]
- ок. 1163 — ок. 1164: Маэль Фиц-Миль (ум. ок. 1164), барон Абергавенни и Брекнока и констебль Англии с ок. 1163, брат предыдущего[22][5]
- ок. 1164 — ок. 1166: Уильям Фиц-Миль (ум. ок. 1166), барон Абергавенни и Брекнока и констебль Англии с ок. 1164, брат предыдущего[23][5]

Бошаны
- ? — около 1173: Гуго де Бошан (умер около 1173), барон Абергавенни и Брекнока[24].

Браозы
- ок. 1173 — ок. 1175: Уильям (II) де Браоз (до 5 января 1096 — после 1179), 3-й барон Брамбер с 1130-х, барон Абергавенни и Брекнока с ок. 1173, шериф Херефорда в 1173—1175, муж Берты Фиц-Миль, сестры предыдущего; ок. 1179 передал управление владениями сыну[6][25]
- ок. 1179 — 1208: Уильям (III) де Браоз (ум. 9 августа 1211), 4-й барон Брамбер, барон Абергавенни, лорд Раднора, Бильта и Брекона с ок. 1179, лорд Гоуэра с 1203, лорд Лимерика с 1201, лорд Уайткасла, Скенфрита и Гросмонта, шериф Херефордшира и юстициарий Глостершира с 1206, сын предыдущего; владения и должности конфискованы в 1208 году[26][7]
- 1215: Жиль де Браоз (ум. 13 ноября 1215), епископ Херефорда с 1210, барон Абергавенни с 1215, сын предыдущего[27][7]
- 1215—1227/1228: Рейнольд де Браоз (ум. между 5 мая 1227 и 9 июня 1228), восстановлен в правах наследования земель де Браозов, 5-й лорд Брамбер в 1215—1226, барон Абергавенни, лорд Раднора, Бильта и Брекона с 1215, лорд Гоуэра в 1215—1219, брат предыдущего, в 1219 и 1226 годах передал часть владений своему племяннику[8][9]
- 1227/1228—1230: Уильям де Браоз (1204 — 2 мая 1230), барон Абергавенни с 1227/1228,  лорд Раднора, Бильта и Брекона, брат предыдущего[28][29]

Контело
- 1230—1254: Уильям III де Контело (ум. 25 сентября 1254), барон Абергавенни с 1230, муж Евы де Браоз (ум. 20/28 июля 1255), дочери Уильяма де Браоза[30][10]
- 1254—1273: Джордж де Контело (29 марта 1252 — 18 октября 1273), барон Абергавенни с 1254, сын предыдущего[31][10]

Гастингсы
- 1273—1313: Джон де Гастингс (6 мая 1262 — 10 февраля 1313), барон Абергавенни с 1273, 1-й барон Гастингс с 1275, племянник предыдущего, сын сэра Генри Гастингса и Джоан не Контело[11][32]
- 1313—1325: Джон де Гастингс (30 сентября 1286 — 20 января 1325), 2-й барон Гастингс и барон Абергавенни с 1313, сын предыдущего[33][32]
- 1325—1348: Лоуренс де Гастингс (20 марта 1320 — 30 августа 1348), 3-й барон Гастингс и барон Абергавенни с 1325, 1-й граф Пембрук с 1339, сын предыдущего[34][12]
- 1348—1375: Джон де Гастингс (29 августа 1347 — 16 апреля 1375), 2-й граф Пембрук, 4-й барон Гастингс и барон Абергавенни с 1348, сын предыдущего[35][12]
- 1375—1389: Джон де Гастингс (11 ноября 1372 — 30 декабря 1389), 3-й граф Пембрук, 5-й барон Гастингс и барон Абергавенни с 1375, 3-й барон Мэнни с 1384, сын предыдущего[36][12]

### Бароны Бергавенни (первая креация, 1392)
- 1392—1411: сэр Уильям Бошан (1330/1340 — 8 мая 1411), барон Абергавенни (по праву владения) с 1389, 1-й барон Бергавенни[37] (по призывной грамоте) с 1392, сын Томаса де Бошана, 11-го графа Уорика[13]
- 1411—1422: Ричард Бошан (до 1397 — 18 марта 1422), 2-й барон Бергавенни с 1411, 1-й граф Вустер с 1421, сын предыдущего[14]
- 1422—1448: Элизабет Бошан (16 сентября 1415 — 18 июня 1448), 3-я баронесса Бергавенни (де-юре) с 1422[16]
муж: Эдуард Невилл (ок. 1417 — 18 октября 1476), барон Бергавенни (по праву жены), 1-й барон Абергавенни с 1450[15]

### Бароны Абергавенни (вторая креация, 1450)
- 1450—1476: Эдуард Невилл (около 1417 — 18 октября 1476), барон Бергавенни (по праву жены), 1-й барон Абергавенни с 1450, сын Ральфа де Невилла, 1-го графа Уэстморленда от второго брака с Джоанной Бофорт[15]
- 1476—1492: Джордж Невилл (около 1440 — 20 сентября 1492), 2/4-й барон Абергавенни с 1476, сын предыдущего[17]
- 1492—1535: Джордж Невилл (около 1469 — около 1535), 3/5-й барон Абергавенни с 1492, член Тайного совета с 1516, лорд-хранитель Пяти портов в 1513, главный Кладовщик во время коронаций Генриха VIII (1509) и Анны Болейн (1533)[38]
- 1535—1587: Генри Невилл (1527/1535 — 10 февраля 1587), 4/6-й барон Абергавенни с ок. 1535, сын предыдущего[39]
- 1587—1589: Эдуард Невилл (умер 10 февраля 1589), 5/7-й барон Абергавенни с 1587, двоюродный брат предыдущего[40]
- 1589—1622: Эдуард Невилл (около 1550 — 1 декабря 1622), 6/8-й барон Абергавенни с 1589, член Палаты общин от Виндзора в 1588—1589 и 1593, сын предыдущего[41]
- 1622—1641: Генри Невилл (до 1580 — ок. декабря 1641), 7/9-й барон Абергавенни с 1622, сын предыдущего[42]
- 1641—1662: Джон Невилл (около 1614 — 23 октября 1662), 8/10-й барон Абергавенни с 1641, сын предыдущего[43]
- 1662—1666: Джордж Невилл (после 1614 — 2 июня 1666), 9/11-й барон Абергавенни с 1662, брат предыдущего[44]
- 1666—1695: Джордж Невилл (21 апреля 1665 — 26 марта 1695), 10/12-й барон Абергавенни с 1666, сын предыдущего[45]
- 1695—1721: Джордж Невилл (ок. 1659 — 11 марта 1721), 11/13-й барон Абергавенни с 1695, праправнук Генри Невилла, 7/9-го барона Абергавенни[46]
- 1721—1723: Джордж Невилл (16 мая 1702 — 15 ноября 1723), 12/14-й барон Абергавенни с 1721, сын предыдущего[47]
- 1723—1724: Эдвард Невилл (около 1705 — 9 октября 1724), 13/15-й барон Абергавенни с 1723, брат предыдущего[48]
- 1724—1744: Уильям Невилл (ум. 21 сентября 1744), 14/16-й барон Абергавенни с 1724, двоюродный брат предыдущего, сын предыдущего[49]
- 1744—1785: Джордж Невилл (24 июня 1727 — 9 сентября 1785), 15/17-й барон Абергавенни с 1744, 1-й граф Абергавенни и 1-й виконт Невилл с 1784[50]
- 1785—1843: Генри Невилл (22 февраля 1755 — 27 марта 1843), 2-й граф Абергавенни, 2-й виконт Невилл и 16/18-й барон Абергавенни с 1785, сын предыдущего[51]
  - Генри Джордж Невилл (22 мая 1785 — 8 апреля 1806), виконт Невилл с 1785, сын предыдущего[52]
  - Ральф Невилл (21 декабря 1786 — 20 мая 1826), виконт Невилл с 1806, капитан Королевской эскадры с 1811, брат предыдущего[53]
- 1843—1845: Джон Невилл (25 декабря 1789 — 12 апреля 1845), 3-й граф Абергавенни, 3-й виконт Невилл и 17/19-й барон Абергавенни с 1843, брат предыдущего[54]
- 1845—1868: Уильям Невилл (28 июня 1792 — 17 августа 1868), 4-й граф Абергавенни, 4-й виконт Невилл и 18/20-й барон Абергавенни с 1845, брат предыдущего[55]
- 1868—1915: Уильям Невилл (16 сентября 1826 — 12 декабря 1915), 5-й граф Абергавенни, 5-й виконт Невилл и 19/21-й барон Абергавенни с 1868, 1-й маркиз Абергавенни и 1-й граф Льюис с 1876, лорд-лейтенант Суссекса в 1892—1905, мировой судья в Кенте и Монмуте, сын предыдущего[56]
- 1915—1927: Реджинальд Уильям Брэнсби Невилл (4 марта 1853 — 13 октября 1927), граф Льюис в 1876—1915, 2-й маркиз Абергавенни, 2-й граф Льюис, 6-й граф Абергавенни, 6-й виконт Невилл и 20/22-й барон Абергавенни с 1915, лейтенант, сын предыдущего[57]
- 1927—1938: Генри Гилберт Ральф Невилл (2 сентября 1854 — 10 января 1938), 3-й маркиз Абергавенни, 3-й граф Льюис, 7-й граф Абергавенни, 7-й виконт Невилл и 21/23-й барон Абергавенни с 1927, лейтенант-полковник, брат предыдущего[58]